# محمد جمعة بشير
محمد جمعة بشير عبد الله غانم (13 ديسمبر 1973) لاعب كرة قدم بحريني معتزل كان يجيد اللعب في مركز قلب الدفاع. شارك مع منتخب البحرين في بطولة كأس آسيا 2004.

## روابط خارجية
- محمد جمعة بشير على موقع قاعدة بيانات كرة القدم.إي يو (الإنجليزية)
- محمد جمعة بشير على موقع ناشيونال فوتبول تيمز (الإنجليزية)
- محمد جمعة بشير على موقع Soccerway.com (الإنجليزية)